# Mariti in pericolo (film 1935)
Mariti in pericolo (The Goose and the Gander) è un film del 1935 diretto da Alfred E. Green.

## Produzione
Il film fu prodotto dalla First National Pictures e dalla Warner Bros. Pictures

## Distribuzione
Distribuito dalla Warner Bros. Pictures, il film uscì nelle sale cinematografiche statunitensi il 21 settembre 1935 con il titolo originale The Goose and the Gander.